# Phytomyza salviae
Phytomyza salviae este o specie de muște din genul Phytomyza, familia Agromyzidae, descrisă de Erich Martin Hering în anul 1924.
Este endemică în Romania. Conform Catalogue of Life specia Phytomyza salviae nu are subspecii cunoscute.